# سان ديميتريو ني فيستيني
سان ديميتريو ني فيستيني (بالإيطالية: San Demetrio ne' Vestini)‏ هي بلدية في مقاطعة لاكويلا في إقليم أبروتسو الإيطالي.

## السكان
في سنة 1861 بلغ عدد السكان 2٬913 نسمة، وتطور العدد ليصل في سنة 2011 لـ 1٬836 نسمة.
يظهر هذا المخطط البياني تطور النمو السكاني لـ سان ديميتريو ني فيستيني